# 마히야 마히
마히야 마히(벵골어: মাহিয়া মাহি, 1990년 10월 27일 ~ )는 방글라데시의 배우이다.